# Ольшанський Олександр Якович
Олекса́ндр Я́кович Ольша́нський (народився 18 травня 1969) — український підприємець і громадський діяч у галузі інформаційних технологій, президент холдингу Internet Invest Group, людина, яку називають батьком українського інтернету.
У 2012 і 2013 роках очолив списки ТОП-5 і ТОП-8 людей українського інтернету за версією AIN Awards (ain.ua).
Ідеолог та основоположник найбільшої IT-конференції Східної Європи  iForum, що проходить з 2009 року в Києві.
Член наглядової ради "Нова Пошта" з 2019 року.
Заступник голови виконавчого комітету Національної ради реформ.
Засновник цифрового консалтингового агентства "Ольшанський та Партнери"

## Освіта
Закінчив фізико-математичну школу і факультет електронної техніки систем автоматизованого проектування Київського політехнічного інституту.

## Кар'єра
Активно працює в УАнеті з 1999, стояв біля витоків створення української мережі обміну трафіком UA-IX (2000) і до цього дня бере участь у формуванні стратегії її розвитку.
У 1999—2003 очолював холдинг найбільших провайдерів Інтернет (Digital Generation і IP-Telecom, Relcom).
З 2003 року і до цього дня — керівник інвестиційного холдингу ТОВ «Інтернет Інвест» (англ. Internet Invest), до якого входять:
- реєстратор доменних імен Imena.UA (з 2003),
- хостинг-провайдер MiroHost (з 2003),
- одна з найбільших банерообмінних мереж України УБС (banner . kiev.ua з 2006 р),
- рекламне агентство PingWin (з 2007),
- проект Parking.ua (2009),
- хостинг-провайдер GigaHost.ua (2009).

З 2004 є бізнес-консультантом проекту IPNET (найбільший провайдер домашніх мереж в Києві).
Президент цифрового консалтингового агентства «Ольшанський і партнери Україна».
Засновник сервісу zakaz.ua Степана Черновецького.

## Громадська діяльність
З 2004 року «Інтернет Інвест» перебуває в Інтернет асоціації України, де Ольшанський був заступником голови правління до 23 квітня 2014, а з 2010 — голова Комітету з питань електронної комерції.
Співорганізатор конференції iForum, що проходить щорічно в Києві з 2009 року.
7 травня 2020 року Олександра Ольшанського було призначено заступником голови Виконавчого комітету реформ (Указ Президента України № 169/2020)